# Albufeira
Albufeira – portugalskie miasto w regionie Algarve, w dystrykcie Faro, położone nad Oceanem Atlantyckim. Miejscowość jest siedzibą gminy o tej samej nazwie.

## Krótki opis
Gmina posiada (2011 r.) 40 828 mieszkańców. Z biegiem lat z miasteczka rybackiego zmieniło się w miejscowość wypoczynkową. Jest znaczącym ośrodkiem kulturalnym regionu Algarve, odbywa się tu większa część imprez wybrzeża.

## Zmiany demograficzne
| Liczba ludności Albufeiry (1801 – 2011) | Liczba ludności Albufeiry (1801 – 2011) | Liczba ludności Albufeiry (1801 – 2011) | Liczba ludności Albufeiry (1801 – 2011) | Liczba ludności Albufeiry (1801 – 2011) | Liczba ludności Albufeiry (1801 – 2011) | Liczba ludności Albufeiry (1801 – 2011) | Liczba ludności Albufeiry (1801 – 2011) | Liczba ludności Albufeiry (1801 – 2011) | Liczba ludności Albufeiry (1801 – 2011) |
| --------------------------------------- | --------------------------------------- | --------------------------------------- | --------------------------------------- | --------------------------------------- | --------------------------------------- | --------------------------------------- | --------------------------------------- | --------------------------------------- | --------------------------------------- |
| 1801                                    | 1849                                    | 1900                                    | 1930                                    | 1960                                    | 1981                                    | 1991                                    | 2001                                    | 2011                                    |                                         |
| 4 537                                   | 7 443                                   | 10 980                                  | 14 444                                  | 14 736                                  | 17 218                                  | 20 949                                  | 31 543                                  | 40 828                                  |                                         |

## Sołectwa
Sołectwa gminy Albufeira (ludność wg stanu na 2011 r.):
- Albufeira - 22 781 osób
- Guia - 4376 osób
- Paderne - 3304 osoby
- Ferreiras - 6406 osób
- Olhos de Água - 3961 osób

## Współpraca[2]
- Sal, Republika Zielonego Przylądka
- Fife, Wielka Brytania
- Linz, Austria